# 北海道江差南高等学校
北海道江差南高等学校（ほっかいどう えさしみなみこうとうがっこう、Hokkaido Esashi Minami High School）は、かつて北海道檜山郡江差町豊川町にあった道立高等学校。
2004年（平成16年）に北海道江差高等学校へ統合され、在校生の卒業をもって2006年（平成18年）に閉校した。

## 沿革
- 1982年（昭和57年） - 北海道江差高等学校の全日制商業科・工業科および定時制普通科が分離独立して発足。
- 2004年（平成16年） - 機械科の生徒募集停止をもって全ての生徒募集を停止、統合相手であり存続校となる北海道江差高等学校へ移行。
- 2006年（平成18年） - 閉校[1]。